# Ullstorp
Ullstorp är en småort i Önnestads distrikt i Kristianstads kommun i Skåne län.

## Befolkningsutveckling
| Befolkningsutvecklingen i Ullstorp 1990–2015 | Befolkningsutvecklingen i Ullstorp 1990–2015 | Befolkningsutvecklingen i Ullstorp 1990–2015 | Befolkningsutvecklingen i Ullstorp 1990–2015 | Befolkningsutvecklingen i Ullstorp 1990–2015 |
| -------------------------------------------- | -------------------------------------------- | -------------------------------------------- | -------------------------------------------- | -------------------------------------------- |
|                                              |                                              |                                              |                                              |                                              |
| År                                           |                                              |                                              | Folkmängd                                    | Areal (ha)                                   |
| 1990                                         | 1990                                         |                                              | 53                                           | 9#                                           |
| 1995                                         | 1995                                         |                                              | 55                                           | 9#                                           |
| 2000                                         | 2000                                         |                                              | 57                                           | 10#                                          |
| 2005                                         | 2005                                         |                                              | 51                                           | 10#                                          |
| 2010                                         | 2010                                         |                                              | 62                                           | 10#                                          |
| 2015                                         | 2015                                         |                                              | 57                                           | 19#                                          |
| Anm.: # Som småort.                          |                                              |                                              |                                              |                                              |